# Lijst van gemeenten in Antalya
Onderstaande lijst bevat alle gemeenten (2000) in de Turkse provincie Antalya.
| District  | Gemeente        |
| --------- | --------------- |
| Akseki    | Akseki          |
| Akseki    | Bademli         |
| Akseki    | Cevizli         |
| Akseki    | Güçlüköy        |
| Akseki    | Kuyucak         |
| Akseki    | Süleymaniye     |
| Akseki    | Yarpuz          |
| Alanya    | Alanya          |
| Alanya    | Avsallar        |
| Alanya    | Cikcilli        |
| Alanya    | Çıplaklı        |
| Alanya    | Demirtaş        |
| Alanya    | Emişbeleni      |
| Alanya    | Güzelbağ        |
| Alanya    | İncekum         |
| Alanya    | Kargıcak        |
| Alanya    | Kestel          |
| Alanya    | Konaklı         |
| Alanya    | Mahmutlar       |
| Alanya    | Oba             |
| Alanya    | Okurcalar       |
| Alanya    | Payallar        |
| Alanya    | Tosmur          |
| Alanya    | Türkler         |
| Antalya   | Aksu            |
| Antalya   | Bademağacı      |
| Antalya   | Çalkaya         |
| Antalya   | Çığlık          |
| Antalya   | Dağbeli         |
| Antalya   | Doyran          |
| Antalya   | Döşemealtı      |
| Antalya   | Düzlerçamı      |
| Antalya   | Ekşili          |
| Antalya   | Karaöz          |
| Antalya   | Karaveliler     |
| Antalya   | Kepez           |
| Antalya   | Pınarlı         |
| Antalya   | Varsak          |
| Antalya   | Yeşilbayır      |
| Antalya   | Yurtpınar       |
| Demre     | Beymelek        |
| Demre     | Demre           |
| Elmalı    | Akçay           |
| Elmalı    | Elmalı          |
| Elmalı    | Yuva            |
| Finike    | Finike          |
| Finike    | Hasyurt         |
| Finike    | Sahilkent       |
| Finike    | Turunçova       |
| Finike    | Yeşilyurt       |
| Gazipaşa  | Gazipaşa        |
| Gazipaşa  | Kahyalar        |
| Gündoğmuş | Gündoğmuş       |
| Gündoğmuş | Köprülü         |
| Gündoğmuş | Ortaköy         |
| Gündoğmuş | Senir           |
| İbradı    | İbradı          |
| İbradı    | Ormana          |
| Kaş       | Gömbe           |
| Kaş       | Kalkan          |
| Kaş       | Kaş             |
| Kaş       | Kınık           |
| Kaş       | Ova             |
| Kaş       | Yeşilköy        |
| Kemer     | Beldibi         |
| Kemer     | Çamyuva         |
| Kemer     | Göynük          |
| Kemer     | Kemer           |
| Kemer     | Tekirova        |
| Konyaaltı | Konyaaltı       |
| Korkuteli | Bozova          |
| Korkuteli | Büyükköy        |
| Korkuteli | Çomaklı         |
| Korkuteli | Korkuteli       |
| Korkuteli | Küçükköy        |
| Korkuteli | Yelten          |
| Korkuteli | Yeşilyayla      |
| Kumluca   | Beykonak        |
| Kumluca   | Çavuşköy        |
| Kumluca   | Kumluca         |
| Kumluca   | Mavikent        |
| Manavgat  | Çolaklı         |
| Manavgat  | Evrenseki       |
| Manavgat  | Gündoğdu        |
| Manavgat  | Ilıca           |
| Manavgat  | Kızılot         |
| Manavgat  | Manavgat        |
| Manavgat  | Oymapınar       |
| Manavgat  | Sarılar         |
| Manavgat  | Side            |
| Manavgat  | Taşağıl         |
| Muratpaşa | Muratpaşa       |
| Serik     | Abdurrahmanlar  |
| Serik     | Belek           |
| Serik     | Belkıs          |
| Serik     | Boğazkent       |
| Serik     | Çandır          |
| Serik     | Gebiz           |
| Serik     | Kadriye         |
| Serik     | Karadayı        |
| Serik     | Serik           |
| Serik     | Yukarıkocayatak |
| Antalya   | Antalya         |